# Influence d'Edgar Allan Poe
 (octobre 2023).
- Si vous ne connaissez pas le sujet, laissez ce bandeau (vous pouvez alors contacter les auteurs).
- Si vous supprimez le contenu mis en cause (vous pouvez préalablement contacter les auteurs),

argumentez précisément cette suppression dans la page de discussion
(un manque de référence n'est pas un argument ; une recherche réelle de référence doit avoir été effectuée, être formellement documentée).

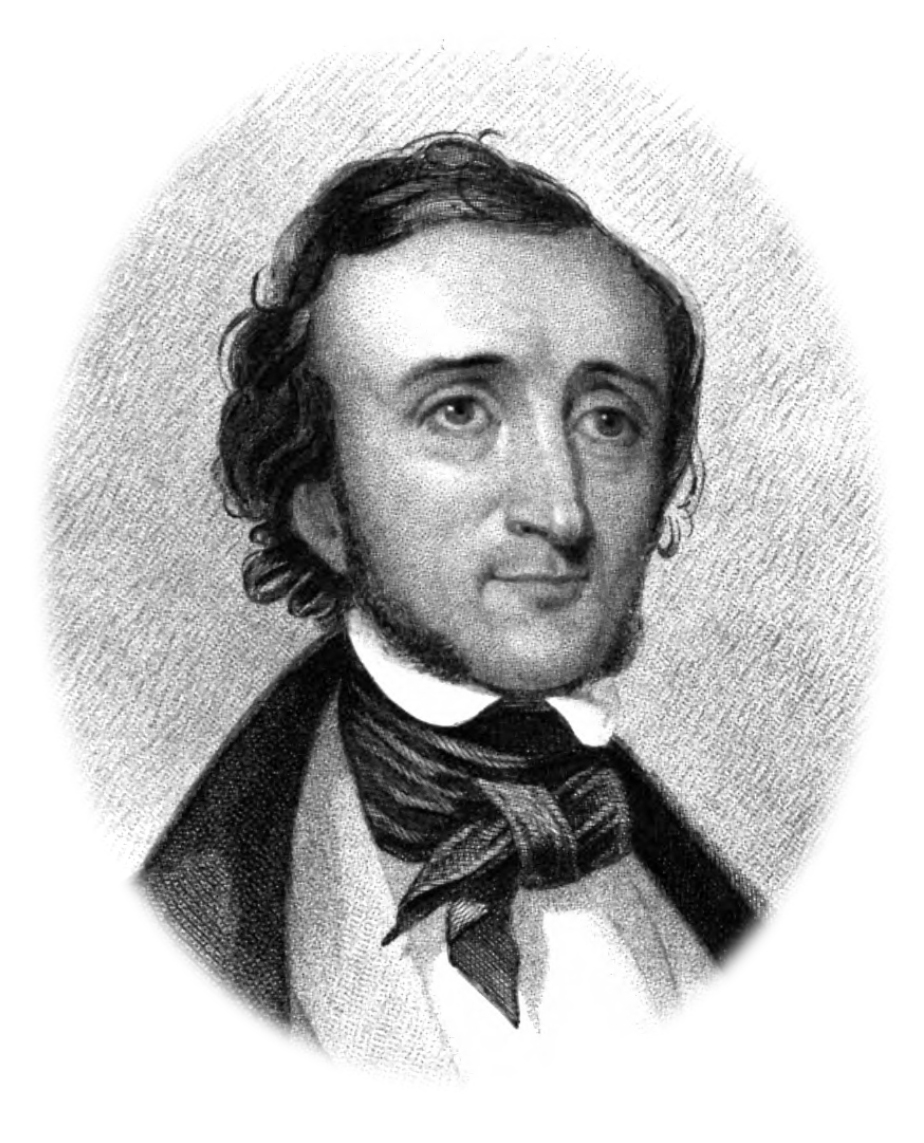
Portrait d'Edgar Allan Poe

Edgar Allan Poe (Boston, 19 janvier 1809 - Baltimore, 7 octobre 1849) est un écrivain américain du XIXe siècle. Il a aussi travaillé comme critique littéraire et éditeur bien qu'il soit plus connu en tant qu'auteur. Il donna à la nouvelle ses lettres de noblesse et fut l’inventeur du roman policier. Nombre de ses récits préfigurent les genres de la science-fiction et du fantastique. Il est, avec Washington Irving, James Fenimore Cooper, Nathaniel Hawthorne, Herman Melville, Walt Whitman, Mark Twain et Henry James, l'un des plus célèbres et remarquables écrivains de la littérature américaine du XIXe siècle.
Poète, romancier et nouvelliste, il se distingue particulièrement dans l'art du conte, genre dont la brièveté lui permet de mettre en valeur sa théorie de l'effet, suivant laquelle tous les éléments du texte doivent concourir à la réalisation d'un effet unique. Son influence fut et demeure importante, non seulement  sur la littérature, mais également sur d'autres domaines artistiques tels le cinéma et la musique, ou encore dans des domaines scientifiques. Auteur américain, il ne fit pas exception au proverbe qui dit que nul n’est prophète en son pays, car il fut d’abord reconnu et défendu par des auteurs français, Baudelaire et Mallarmé en tête.

## Dramaturges et réalisateurs
Sur scène, le dramaturge George Bernard Shaw est grandement influencé par la critique littéraire de Poe, qu'il appelle « le plus grand critique de son époque ». Alfred Hitchcock regarde Poe comme une source d'inspiration majeure, affirmant : « C'est parce que j'aimais tellement les histoires d'Edgar Allan Poe que j'en suis venu à faire des films à suspense ».
L'acteur John Astin, qui a joué le rôle de Gomez dans la série télé La Famille Addams, est un ardent admirateur de Poe, et est monté seul sur scène pour jouer une pièce tirée de la vie et des textes de Poe, Edgar Allan Poe: Once Upon a Midnight. La comédie musicale Nevermore, de Matt Conner et Grace Barnes, est inspirée des poèmes et essais de Poe. L'acteur Vincent Price a joué dans un grand nombre de films adaptés des histoires de Poe, comme Le Chat noir, Morella, La Vérité sur le cas de M. Valdemar et Le Puits et le Pendule.
Dans les années 1960, Roger Corman, cinéaste de série B, réalise une série de films d'après les œuvres de Poe, avec Vincent Price en vedette.
Aujourd'hui, Tim Burton est le cinéaste le plus influencé par Edgar Allan Poe. L’attrait que le cinéaste éprouve pour lui provient, d’une part, de la découverte de l’œuvre du poète maudit lorsque Burton avait dix ans, d’autre part, des films que Roger Corman a réalisés d’après l’œuvre de Poe. Il convient de préciser que Vincent Price, son idole, était la vedette principale de ce cycle.
Le scénario de L'Étrange Noël de Monsieur Jack a été rédigé à partir d'un poème de Tim Burton. Cela renforce un peu plus le parallèle entre Burton et Poe, car son plus célèbre travail est un poème intitulé : Le Corbeau. De plus, les poèmes de Poe et de Burton servent à chaque fois de base à l’élaboration des scénarios respectifs qui, certes, respectent l’esprit des auteurs, mais entraînent l’histoire dans une nouvelle direction. Le poème original de Poe est transformé en un véritable feu d’artifice visuel et burlesque entre Price, Karloff et Lorre, tandis que celui de Burton devient une comédie musicale mélancolique et macabre.
En mai 2013, Gérald Stehr a fait paraître chez TriArtis éditions Edgar Poe, le fantôme de Baudelaire, adaptation libre de la correspondance de Charles Baudelaire et de Jules Barbey d'Aurevilly.

## Physique et cosmologie
Eureka, un essai écrit en 1848, inclut une vision cosmologique qui anticipe les trous noirs et la théorie du Big Bang développée dans les années 1980, aussi bien que la première solution plausible du paradoxe d'Olbers. Bien que décrit comme un « poème en prose » par Poe, qui désire qu'il soit considéré comme une œuvre d'art, ce texte est un remarquable essai scientifique et mystique différent de ses autres textes. Il a écrit qu'il considérait Eureka comme le chef-d'œuvre de sa carrière.
Poe a évité la méthode scientifique dans son Eureka. Il affirme qu'il a écrit en suivant sa pure intuition, non la méthode aristotélicienne a priori des axiomes et des syllogismes, la méthode empirique de la science moderne mise en avant par Francis Bacon. Pour cette raison, il l'a considéré comme une œuvre d'art, et non un essai scientifique, mais en insistant sur le fait qu'il exprimait la vérité. Bien que certaines de ses affirmations soient plus tard apparues fausses (comme celle selon laquelle la pesanteur doit être la force la plus puissante ; c'est en fait la plus faible), d'autres se sont avérées étonnamment précises, des décennies avant leur confirmation.

## Cryptographie
Poe avait un vif intérêt pour le domaine de la cryptographie, comme dans sa nouvelle Le Scarabée d'or. En particulier, il a exprimé sa foi en ses capacités dans Alexander's Weekly Express Messenger de Philadelphie, invitant les lecteurs à lui envoyer des documents chiffrés et se proposant de les résoudre. Son succès a suscité l’intérêt public pendant quelques mois..
Le succès de Poe en matière de cryptographie n'est pas tant fondé sur sa connaissance de ce domaine (sa méthode se limitant au simple cryptogramme de substitution), que sur sa connaissance de la culture de la presse. Ses grandes capacités analytiques, si évidentes dans ses récits policiers, lui ont permis de se faire connaître auprès du grand public, pour l’essentiel ignorant des méthodes permettant de résoudre un simple cryptogramme de substitution, et il l’a employé à son avantage. L’événement créé par Poe autour de la cryptographie a joué un rôle important, en popularisant les cryptogrammes dans les journaux et les magazines.

## Musique

### Musique classique
- Leon Botstein, chef d'orchestre de l'American Symphony Orchestra - qui a présenté un programme de Contes d'Edgar Allan Poe en 1999 - note que, dans le domaine de la musique classique, comme en littérature, l'influence de Poe est plus appréciée en Europe qu'aux États-Unis.
- Claude Debussy a souvent mis en avant l'effet intense de Poe sur sa musique et a écrit un opéra adapté de La Chute de la maison Usher. Bien qu'inachevé, une version reconstituée a été jouée à l'université Yale en 1977 et, la même année, à la Radio et Télévision allemande, avec l’Orchestre de la Radio de Francfort, dirigé par Eliahu Inbal, et le baryton canadien Bruno Laplante dans le rôle-titre. Debussy a également abandonné et laissé à l'état inachevé un opéra tiré du conte Le Diable dans le beffroi. L'œuvre a inspiré aussi le finlandais Uuno Klami.
- Deux membres du cercle de Debussy ont également écrit des œuvres inspirées par Poe. Florent Schmitt a composé une étude, Le Palais hanté, basée sur un poème de Poe, en 1904. Conte fantastique pour harpe et cordes d'André Caplet, publié en 1924, mais commencé au moins dès 1909, est une composition tirée du Masque de la Mort Rouge.
- Le compositeur anglais Joseph Holbrooke a composé un poème symphonique basé sur Le Corbeau à partir de 1900, suivi en 1903 par une adaptation similaire des Cloches. Holbrooke a également écrit la musique du ballet Le Masque de la Mort Rouge.
- Henriette Renié (1875–1986) a composé pour harpe seule, une Ballade fantastique d'après « Le cœur révélateur » d'Edgar Poe (1913).
- Sergueï Vassilievitch Rachmaninov, à qui un admirateur avait offert une traduction russe du poème Les Cloches, l'adapte en 1913 en symphonie chorale, qu'il considère comme son œuvre favorite.
- Patrice Sciortino est l'auteur de la musique d'une suite symphonique (1980) Edgar Poe dont la chorégraphie a été réalisée par Joseph Rusillo.
- Le compositeur minimaliste Philip Glass a écrit un opéra adapté de La Chute de la maison Usher à partir de 1989.
- En 1997, Einojuhani Rautavaara a composé sept fantaisies pour chœurs et orchestre basées sur les derniers paragraphes des Aventures d'Arthur Gordon Pym.
- Annabel Lee inspira une scène dramatique au français Damien Top en 2006.
- D'autres opéras sont basés sur des contes d'Edgar Poe : Ligeia, un opéra d'Augusta Read Thomas en 1994, et Le Cœur révélateur, de Bruce Adolphe.

### Chansons
- L'ingénieur du son des Pink Floyd, Alan Parsons, a sorti en 1976 son premier album Tales of Mystery and Imagination, Edgar Allan Poe dans son groupe The Alan Parsons Project, inspiré directement des écrits de Poe.
- Le groupe de heavy metal britannique Iron Maiden a écrit une chanson intitulée Murders in the Rue Morgue (figurant sur l'album Killers) inspirée de l'œuvre The Murders in the Rue Morgue (Double assassinat dans la rue Morgue).
- En 1997, le groupe Arcturus a adapté le poème de Poe Alone (Seul).
- Le groupe de rock français Jack the Ripper a mis en musique le poème Eldorado de Poe dans la chanson Bad lover de l'album I'm coming (2003).
- L'artiste québécois Jean Leloup a enregistré sur son album Le Dôme (1996) une piste intitulée Edgar, qui caricature Poe.
- Le groupe néerlandais Omnia a adapté son poème The Raven dans l'album Alive ! (2007).
- La chanteuse Mylène Farmer lui consacre la chanson Allan sur l'album Ainsi sois-je... (1988).
- Le groupe Sopor Aeternus & The Ensemble of Shadows a adapté certains poèmes d'Edgar Allan Poe tels que Eldorado, The Sleeper, Alone, The Conqueror Worm... dans une ambiance Darkwave, néo-classique.
- Alone a été repris par le groupe de metal progressif Green Carnation dans leur album Accoustic verses sorti en 2006.
- Jeff Buckley lit un des poèmes d'Edgar Allan Poe, Ulalume, sur un album d'hommage, Closed On Account Of Rabies, en février 1997[5].
- Le groupe finlandais Nightwish s'est inspiré de la nouvelle Le Puits et le Pendule (The Pit and the Pendulum) pour sa chanson The Poet and the Pendulum (qui ouvre l'album Dark Passion Play) (2007).
- Le groupe Creature Feature a rendu hommage à Poe dans la chansonBuried Alive où plusieurs de ses œuvres sont évoquées comme The Murders in the Rue Morgue, The Oval Portrait et The Raven.
- Hubert-Félix Thiéfaine a enregistré une chanson intitulée Trois poèmes pour Annabel Lee dans son album Suppléments de mensonge

## Mouvement culturel
L'œuvre de Poe fut l'une des sources d'influence majeures du mouvement gothique contemporain.[réf. à confirmer]